# Russische Badmintonmeisterschaft 2006
Die Russische Badmintonmeisterschaft 2006 fand vom 27. Januar bis zum 1. Februar 2006 in Odinzowo statt.

## Sieger und Platzierte
| Disziplin    | Gold                               | Silber                               | Bronze                               |
| ------------ | ---------------------------------- | ------------------------------------ | ------------------------------------ |
| Herreneinzel | Sergey Ivlev                       | Vladimir Ivanov                      | Stanislav Pukhov                     |
| Dameneinzel  | Ella Karachkova                    | Nina Vislova                         | Elena Shimko                         |
| Herrendoppel | Alexandr Nikolaenko Vitaliy Durkin | Victor Maljutin Nikolai Ukk          | Andrej Zholobov Georgiy Izotov       |
| Damendoppel  | Nina Vislova Valeria Sorokina      | Anastasia Russkikh Ekaterina Ananina | Ella Karachkova Marina Yakusheva     |
| Mixed        | Stanislav Pukhov Marina Yakusheva  | Vitaliy Durkin Anastasia Russkikh    | Alexandr Nikolaenko Valeria Sorokina |